# Dzierzby Szlacheckie
Dzierzby Szlacheckie [ˈd͡ʑɛʐbɨ ʂlaˈxɛt͡skʲɛ] est un village polonais de la gmina de Jabłonna Lacka dans le powiat de Sokołów et dans la voïvodie de Mazovie, au centre-est de la Pologne.
Il est situé à environ 6 kilomètres au nord de Jabłonna Lacka, 18 kilomètres au nord-est de Sokołów Podlaski et à 103 kilomètres au nord-est de Varsovie.

Sa population est de 240 habitants en 2006